# Nāḩiyat Markaz as Safīrah
Nāḩiyat Markaz as Safīrah (arabiska: ناحية السفيرة, ناحية مركز السفيرة) är ett subdistrikt i Syrien.   Det ligger i provinsen Aleppo, i den centrala delen av landet, 300 km norr om huvudstaden Damaskus. Nāḩiyat Markaz as Safīrah ligger vid sjöarna  Mamlaḩat al Jabbūl och Buḩayrat al Jabūl.
Omgivningarna runt Nāḩiyat Markaz as Safīrah är i huvudsak ett öppet busklandskap. Runt Nāḩiyat Markaz as Safīrah är det ganska tätbefolkat, med 86 invånare per kvadratkilometer.